# Benji – Sein größtes Abenteuer

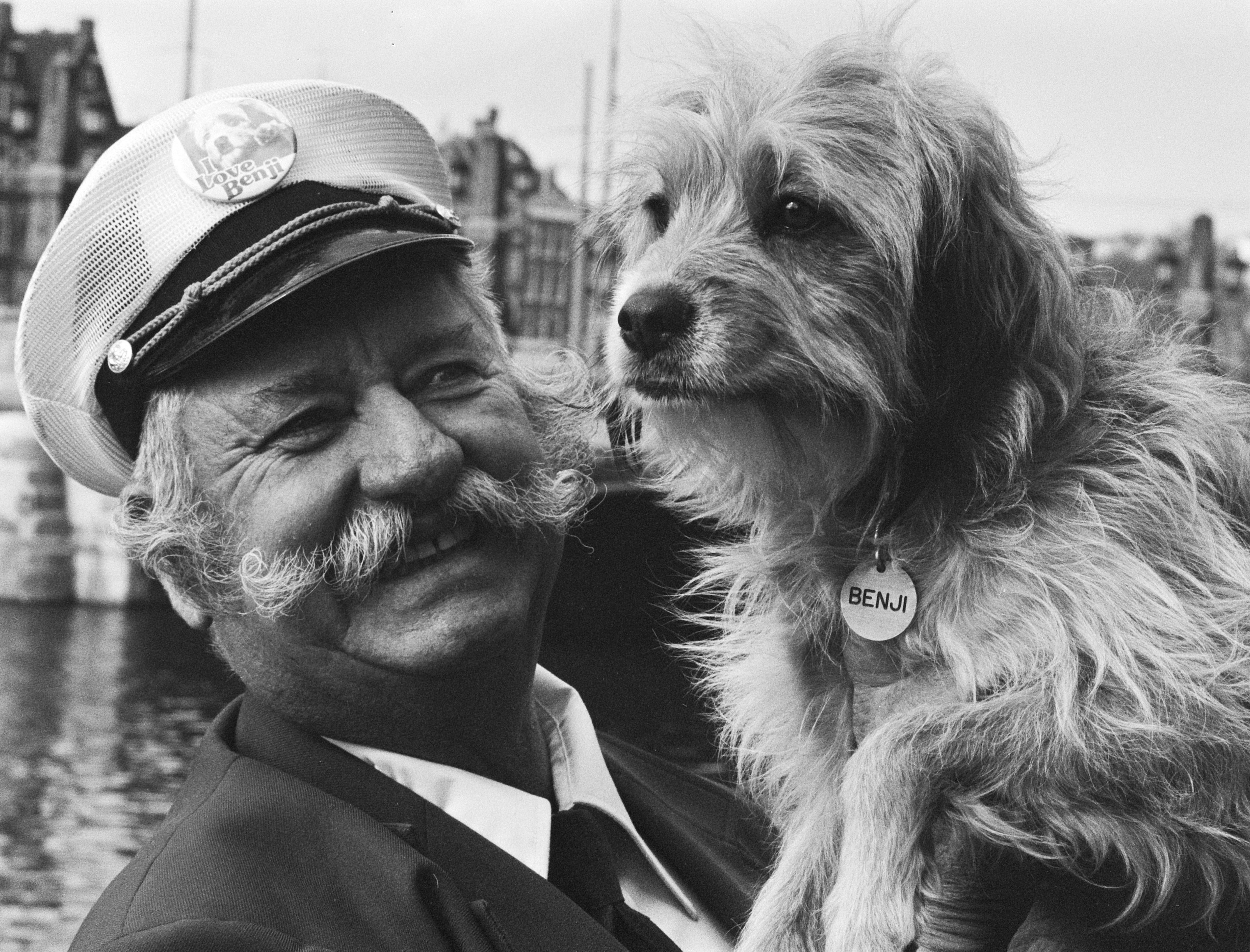
Benji zusammen mit Frank Inn

Benji – Sein größtes Abenteuer ist ein amerikanischer Spielfilm aus dem Jahr 1987. Im Mittelpunkt des Films steht der Mischlingshund Benji. Benji war Hauptfigur mehrerer Spielfilme, wie zum Beispiel Ein Himmelhund von einem Schnüffler.

## Handlung
Als bei einem Bootsausflug mit seinem Trainer ein Sturm aufzieht und das Boot kentert, geht Filmhund Benji über Bord und gilt als vermisst, kann sich jedoch auf eine einsame Insel retten. Nachdem er mit ansehen muss, wie ein Pumaweibchen von einem Großwildjäger erschossen wird, nimmt er ihre vier Jungen in seine Obhut. Er geht für sie auf Nahrungssuche, bewacht sie in der Nacht und schützt sie vor Raubtieren. Während seines Aufenthaltes begegnet Benji mehrfach einem weiteren auf der Insel lebenden Pumaweibchen.
Benji gerät in die Fänge des Großwildjägers, der den ausgesetzten Finderlohn kassieren will. Mit Hilfe einer List schafft es Benji, einen vor der Hütte des Jägers auftauchenden Wolf zu vertreiben. Als der Jäger kurz abgelenkt ist, flieht Benji und stiehlt dessen Mittagessen.
Während Benji den Pumababies ihre Umwelt zeigt, bleibt ihnen der Wolf dicht auf den Fersen; auch vor einem Bären muss Benji den Pumanachwuchs beschützen. Es wird mehrfach per Helikopter nach dem Mischlingshund gesucht, doch gibt Benji sich nicht zu erkennen, um weiterhin für den Pumanachwuchs sorgen zu können. Benji steht den Jungen zur Seite, als diese neugierig einen Bach erkunden, kann jedoch nicht verhindern, dass eines der Jungtiere von einem Adler gerissen wird.
Bei mehreren Konfrontationen mit dem Wolf gelingt es Benji, diesen in die Flucht zu schlagen, bei der letzten Konfrontation schließlich sorgt er mit Hilfe einer List dafür, dass der Wolf in eine Schlucht stürzt.
Benji übergibt die drei Jungen der Obhut des Pumaweibchens und lässt sich vom Helikopter nach Hause mitnehmen.

## Auszeichnungen
- Im Jahr 1987 gewann der Film einen Genesis Award in der Kategorie Familienfilm.

- 1988 gab es eine Nominierung für den Young Artist Award in der Kategorie Bester Familien-Spielfilm – Drama.

## Kritiken
„Überwiegend aus Tier- und Naturaufnahmen bestehend, verzichtet der Film erfreulicherweise auf eine krampfhafte Vermenschlichung des ‚Helden‘ und bietet trotz einiger langatmiger Szenen gute Unterhaltung für die ganze Familie.“